# Харейде, Оге
О́ге Фри́тьоф Ха́рейде (норв. Åge Fridtjof Hareide; род. 23 сентября 1953, Харэйд, Мёре-ог-Ромсдал) — норвежский футболист и футбольный тренер.

## Игровая карьера
Во время своей игровой карьеры выступал за «Хёдд», «Молде», «Манчестер Сити» и «Норвич Сити».
Он был также игроком национальной сборной Норвегии с 1976 по 1986 год, в составе которой забил 5 голов в 50 матчах.

## Тренерская карьера
В качестве тренера Харейде выигрывал национальные чемпионаты во всех континентальных скандинавских странах — в Швеции с «Хельсингборгом» в 1999 году и «Мальмё» в 2014, в Дании с «Брондбю» в 2002 году и в своей родной Норвегии с «Русенборгом» в 2003.

### Ранняя тренерская карьера
В середине 1990-х норвежские миллионеры Хьелль-Инге Рёкке и Бьёрн-Руне Йельстен были, по сообщениям, заинтересованы в возвращении Харейде в «Манчестер Сити» в качестве главного тренера, в случае если их заявка на руководство клубом будет успешной, но попытка занять должность руководителя провалилась и Харейде так и не вернулся в клуб. Когда эта же пара попыталась примерно в то же самое время возглавить «Лидс Юнайтед», было снова сообщено, что Харейде будет назначен главным тренером в случае, если их заявка будет успешной, но она тоже оказалась неудачной и Харейде так и не занял тренерский мостик на «Элланд Роуд». Однако в конце концов в июне 1997 года эта пара смогла возглавить другой клуб Премьер-лиги «Уимблдон» и Харейде имел все шансы стать новым главным тренером клуба в случае, если бы был вытеснен действующий тренер Джо Киннир. Но этого также не произошло.

### Норвегия
Харейде работал в качестве тренера национальной сборной Норвегии в 2003 году, заменив Нильс-Юхана Семба, после сезона у руля «Русенборга». 8 декабря 2008 года, после того как ему не удалось выйти с Норвегией на какой-либо международный турнир, и неудачно начав отборочный турнир чемпионата мира 2010, Харейде ушёл в отставку с должности главного тренера сборной Норвегии. 9 декабря 2008 года Харейде объявил о своей отставке.

### «Викинг»
10 июня 2009 года было объявлено, что Харейде будет тренировать «Эргрюте». 1 декабря 2009 года он ушёл из шведского клуба и возглавил «Викинг», заменив Уве Рёслер. После отставки Эгиля Эстенстада с поста футбольного директора, в сентябре 2011 года «Викинг» объявил, что Харейде будет главным тренером клуба, а с сезона 2012 вторым тренером будет назначен Жузеп Клотет-Руис, на манер английских клубов и «Молде», где Уле Гуннар Сульшер является главным, а Марк Демпси вторым тренером. «Викинг» занял 9-е место в 2010 году, первом сезоне Харейде, и 11-е в 2011. 9 июня 2012 года, занимая с командой 10-е место, Харейде был уволен из «Викинга» по причине неудовлетворительных результатов.

### Второе пребывание в «Хельсингборге»
После отставки Конни Карлссона, «Хельсингборг» назначил Харейде, последнего тренера, который выигрывал чемпионат Швеции с клубом кроме Карлссона, который был главным тренером до 2012 года.

### «Мальмё»
Назначение Харейде главным тренером действующего чемпиона Швеции «Мальмё» 9 января 2014 года отложило завершение его тренерской карьеры. В клубе он сразу же добился успеха, защитив с командой титул чемпиона Швеции и квалифицировавшись в групповой этап Лиги чемпионов УЕФА 2014/2015 в свой первый сезон. За этот успешный сезон Харейде получил приз лучшему тренеру чемпионата Швеции Он также был номинирован на звание тренера года на «Шведском спортивном гала».

## Карьера в СМИ
После отставки с поста тренера национальной сборной Норвегии Харейде начал работать экспертом чемпионата Норвегии в Норвежской вещательной корпорации.

## Статистика

### Клубная карьера
| Выступление в клубе | Выступление в клубе | Выступление в клубе | Лига | Лига  |
| Сезон               | Клуб                | Лига                | Игр  | Голов |
| Норвегия            | Норвегия            | Норвегия            | Лига | Лига  |
| ------------------- | ------------------- | ------------------- | ---- | ----- |
| 1970                | Хёдд                | Первый дивизион     | 1    | 0     |
| 1971                | Хёдд                | Первый дивизион     | 16   | 1     |
| 1972                | Хёдд                | Первый дивизион     | 20   | 1     |
| 1973                | Хёдд                | Второй дивизион     | Н/Д  | Н/Д   |
| 1974                | Хёдд                | Второй дивизион     | Н/Д  | Н/Д   |
| 1975                | Хёдд                | Второй дивизион     | Н/Д  | Н/Д   |
| 1975                | Молде               | Первый дивизион     | 9    | 3     |
| 1976                | Молде               | Первый дивизион     | 22   | 9     |
| 1977                | Молде               | Первый дивизион     | 21   | 7     |
| 1978                | Молде               | Первый дивизион     | 19   | 2     |
| 1979                | Молде               | Второй дивизион     | Н/Д  | Н/Д   |
| 1980                | Молде               | Первый дивизион     | 22   | 0     |
| 1981                | Молде               | Второй дивизион     | Н/Д  | Н/Д   |
| Англия              | Англия              | Англия              | Лига | Лига  |
| 1981/82             | Манчестер Сити      | Первый дивизион     | 16   | 0     |
| 1982/83             | Манчестер Сити      | Первый дивизион     | 8    | 0     |
| 1982/83             | Норвич Сити         | Первый дивизион     | 12   | 0     |
| 1983/84             | Норвич Сити         | Первый дивизион     | 28   | 2     |
| Норвегия            | Норвегия            | Норвегия            | Лига | Лига  |
| 1984                | Молде               | Первый дивизион     | 17   | 3     |
| 1985                | Молде               | Первый дивизион     | 22   | 3     |
| 1986                | Молде               | Первый дивизион     | 18   | 3     |
| 1987                | Молде               | Первый дивизион     | 15   | 1     |
| Всего               | Норвегия            | Норвегия            | 202  | 33    |
| Всего               | Англия              | Англия              | 64   | 2     |
| Всего за карьеру    | Всего за карьеру    | Всего за карьеру    | 266  | 35    |

### Матчи Харейде за сборную Норвегии
| Матчи Харейде за сборную Норвегии | Матчи Харейде за сборную Норвегии | Матчи Харейде за сборную Норвегии | Матчи Харейде за сборную Норвегии | Матчи Харейде за сборную Норвегии | Матчи Харейде за сборную Норвегии   |
| --------------------------------- | --------------------------------- | --------------------------------- | --------------------------------- | --------------------------------- | ----------------------------------- |
| №                                 | Дата                              | Соперник                          | Счёт                              | Голы Харейде                      | Соревнование                        |
| 1                                 | 24 июня 1976                      | Дания                             | 0:0                               | —                                 | Чемпионат Северной Европы 1972—1977 |
| 2                                 | 25 августа 1976                   | Дания                             | 0:3                               | —                                 | Чемпионат Северной Европы 1972—1977 |
| 3                                 | 26 мая 1977                       | Швеция                            | 0:1                               | —                                 | Чемпионат Северной Европы 1972—1977 |
| 4                                 | 1 июня 1977                       | Дания                             | 0:2                               | —                                 | Товарищеский матч                   |
| 5                                 | 10 сентября 1980                  | Англия                            | 0:4                               | —                                 | Чемпионат мира 1982 (отбор)         |
| 6                                 | 24 сентября 1980                  | Румыния                           | 1:1                               | 1                                 | Чемпионат мира 1982 (отбор)         |
| 7                                 | 29 октября 1980                   | Швейцария                         | 2:1                               | 1                                 | Чемпионат мира 1982 (отбор)         |
| 8                                 | 29 апреля 1981                    | Болгария                          | 0:1                               | —                                 | Товарищеский матч                   |
| 9                                 | 20 мая 1981                       | Венгрия                           | 1:2                               | —                                 | Чемпионат мира 1982 (отбор)         |
| 10                                | 17 июня 1981                      | Швейцария                         | 1:1                               | —                                 | Чемпионат мира 1982 (отбор)         |
| 11                                | 2 июля 1981                       | Финляндия                         | 1:3                               | —                                 | Чемпионат Северной Европы 1981—1983 |
| 12                                | 9 сентября 1981                   | Англия                            | 2:1                               | —                                 | Чемпионат мира 1982 (отбор)         |
| 13                                | 23 сентября 1981                  | Дания                             | 1:2                               | —                                 | Чемпионат Северной Европы 1981—1983 |
| 14                                | 28 апреля 1982                    | Финляндия                         | 1:1                               | —                                 | Чемпионат Северной Европы 1981—1983 |
| 15                                | 12 мая 1982                       | ФРГ                               | 2:4                               | —                                 | Товарищеский матч                   |
| 16                                | 15 июня 1982                      | Дания                             | 2:1                               | 1                                 | Чемпионат Северной Европы 1981—1983 |
| 17                                | 11 августа 1982                   | Швеция                            | 1:0                               | —                                 | Чемпионат Северной Европы 1981—1983 |
| 18                                | 22 сентября 1982                  | Уэльс                             | 0:1                               | —                                 | Чемпионат Европы 1984 (отбор)       |
| 19                                | 13 октября 1982                   | Югославия                         | 3:1                               | 1                                 | Чемпионат Европы 1984 (отбор)       |
| 20                                | 27 октября 1982                   | Болгария                          | 2:2                               | —                                 | Чемпионат Европы 1984 (отбор)       |
| 21                                | 1 июня 1983                       | Венгрия                           | 1:1                               | —                                 | Товарищеский матч                   |
| 22                                | 10 августа 1983                   | Румыния                           | 0:0                               | —                                 | Товарищеский матч                   |
| 23                                | 7 сентября 1983                   | Болгария                          | 1:2                               | 1                                 | Чемпионат Европы 1984 (отбор)       |
| 24                                | 21 сентября 1983                  | Уэльс                             | 0:0                               | —                                 | Чемпионат Европы 1984 (отбор)       |
| 25                                | 12 октября 1983                   | Югославия                         | 1:2                               | —                                 | Чемпионат Европы 1984 (отбор)       |
| 26                                | 1 мая 1984                        | Люксембург                        | 2:0                               | —                                 | Товарищеский матч                   |
| 27                                | 23 мая 1984                       | Венгрия                           | 0:0                               | —                                 | Товарищеский матч                   |
| 28                                | 6 июня 1984                       | Уэльс                             | 1:0                               | —                                 | Товарищеский матч                   |
| 29                                | 29 августа 1984                   | Польша                            | 1:1                               | —                                 | Товарищеский матч                   |
| 30                                | 12 сентября 1984                  | Швейцария                         | 0:1                               | —                                 | Чемпионат мира 1986 (отбор)         |
| 31                                | 26 сентября 1984                  | Дания                             | 0:1                               | —                                 | Чемпионат мира 1986 (отбор)         |
| 32                                | 10 октября 1984                   | СССР                              | 1:1                               | —                                 | Чемпионат мира 1986 (отбор)         |
| 33                                | 17 октября 1984                   | Ирландия                          | 1:0                               | —                                 | Чемпионат мира 1986 (отбор)         |
| 34                                | 17 декабря 1984                   | Египет                            | 1:0                               | —                                 | Товарищеский матч                   |
| 35                                | 20 декабря 1984                   | Египет                            | 1:0                               | —                                 | Товарищеский матч                   |
| 36                                | 26 февраля 1985                   | Уэльс                             | 1:1                               | —                                 | Товарищеский матч                   |
| 37                                | 17 апреля 1985                    | ГДР                               | 0:1                               | —                                 | Товарищеский матч                   |
| 38                                | 1 мая 1985                        | Ирландия                          | 0:0                               | —                                 | Чемпионат мира 1986 (отбор)         |
| 39                                | 22 мая 1985                       | Швеция                            | 0:1                               | —                                 | Чемпионат Северной Европы 1981—1983 |
| 40                                | 5 июня 1985                       | Уэльс                             | 4:2                               | —                                 | Товарищеский матч                   |
| 41                                | 14 августа 1985                   | ГДР                               | 0:1                               | —                                 | Товарищеский матч                   |
| 42                                | 10 сентября 1985                  | Египет                            | 3:0                               | —                                 | Товарищеский матч                   |
| 43                                | 25 сентября 1985                  | Италия                            | 2:1                               | —                                 | Товарищеский матч                   |
| 44                                | 16 октября 1985                   | Дания                             | 1:5                               | —                                 | Чемпионат мира 1986 (отбор)         |
| 45                                | 30 октября 1985                   | СССР                              | 0:1                               | —                                 | Чемпионат мира 1986 (отбор)         |
| 46                                | 13 ноября 1985                    | Швейцария                         | 1:1                               | —                                 | Чемпионат мира 1986 (отбор)         |
| 47                                | 26 февраля 1986                   | Гренада                           | 2:1                               | —                                 | Товарищеский матч                   |
| 48                                | 30 апреля 1986                    | Аргентина                         | 1:0                               | —                                 | Товарищеский матч                   |
| 49                                | 13 мая 1986                       | Дания                             | 1:0                               | —                                 | Товарищеский матч                   |
| 50                                | 4 июня 1986                       | Румыния                           | 1:3                               | —                                 | Товарищеский матч                   |

Итого: 50 матчей / 5 голов; 16 побед, 14 ничьих, 20 поражений.

### Тренерская карьера
| Команда      | Дата назначения | Дата отставки   | Результат | Результат | Результат | Результат | Результат |
| Команда      | Дата назначения | Дата отставки   | И1        | В         | Н         | П         | % побед   |
| ------------ | --------------- | --------------- | --------- | --------- | --------- | --------- | --------- |
| Молде2       | 1986 1993       | 1991 1997       | 239       | 107       | 58        | 74        | 044,77    |
| Хельсингборг | 1998            | 1999            | 76        | 43        | 17        | 16        | 056,58    |
| Брённбю2     | 1 января 2000   | 15 апреля 2002  | 93        | 48        | 23        | 22        | 051,61    |
| Русенборг    | 1 января 2003   | 27 ноября 2003  | 43        | 32        | 6         | 5         | 074,42    |
| Норвегия     | 1 января 2004   | 8 декабря 2008  | 58        | 24        | 18        | 16        | 041,38    |
| Эргрюте      | 10 июня 2009    | 1 декабря 2009  | 18        | 6         | 5         | 7         | 033,33    |
| Викинг       | 1 декабря 2009  | 9 июня 2012     | 81        | 31        | 23        | 27        | 038,27    |
| Хельсингборг | 14 июня 2012    | 6 декабря 2012  | 31        | 14        | 7         | 10        | 045,16    |
| Мальмё       | 9 января 2014   | Настоящее время | 72        | 39        | 17        | 16        | 054,17    |
| Всего        | Всего           | Всего           | 711       | 344       | 174       | 193       | 048,38    |

1 Учитываются только официальные матчи.

2 Здесь учитываются только матчи в чемпионате.

## Достижения

### Тренерские
«Молде»
- Обладатель Кубка Норвегии: 1994

«Хельсингборг»
- Чемпион Швеции: 1999
- Обладатель Кубка Швеции: 1997/98

«Брондбю»
- Чемпион Дании: 2001/02

«Русенборг»
- Чемпион Норвегии: 2003
- Обладатель Кубка Норвегии: 2003

«Мальмё»
- Чемпион Швеции: 2014
- Обладатель Суперкубка Швеции: 2014

### Индивидуальные
- Тренер года чемпионата Швеции: 2014